# 元江華鯪
元江華鯪（学名：Bangana lemassoni）為輻鰭魚綱鯉形目鯉科孟加拉鯪屬的其中一個種。分布於亞洲寮國、越南紅河及中國雲南省元江流域，體長可達30公分。

## 扩展阅读
維基物種上的相關：元江華鯪